# 百步蛇傳說

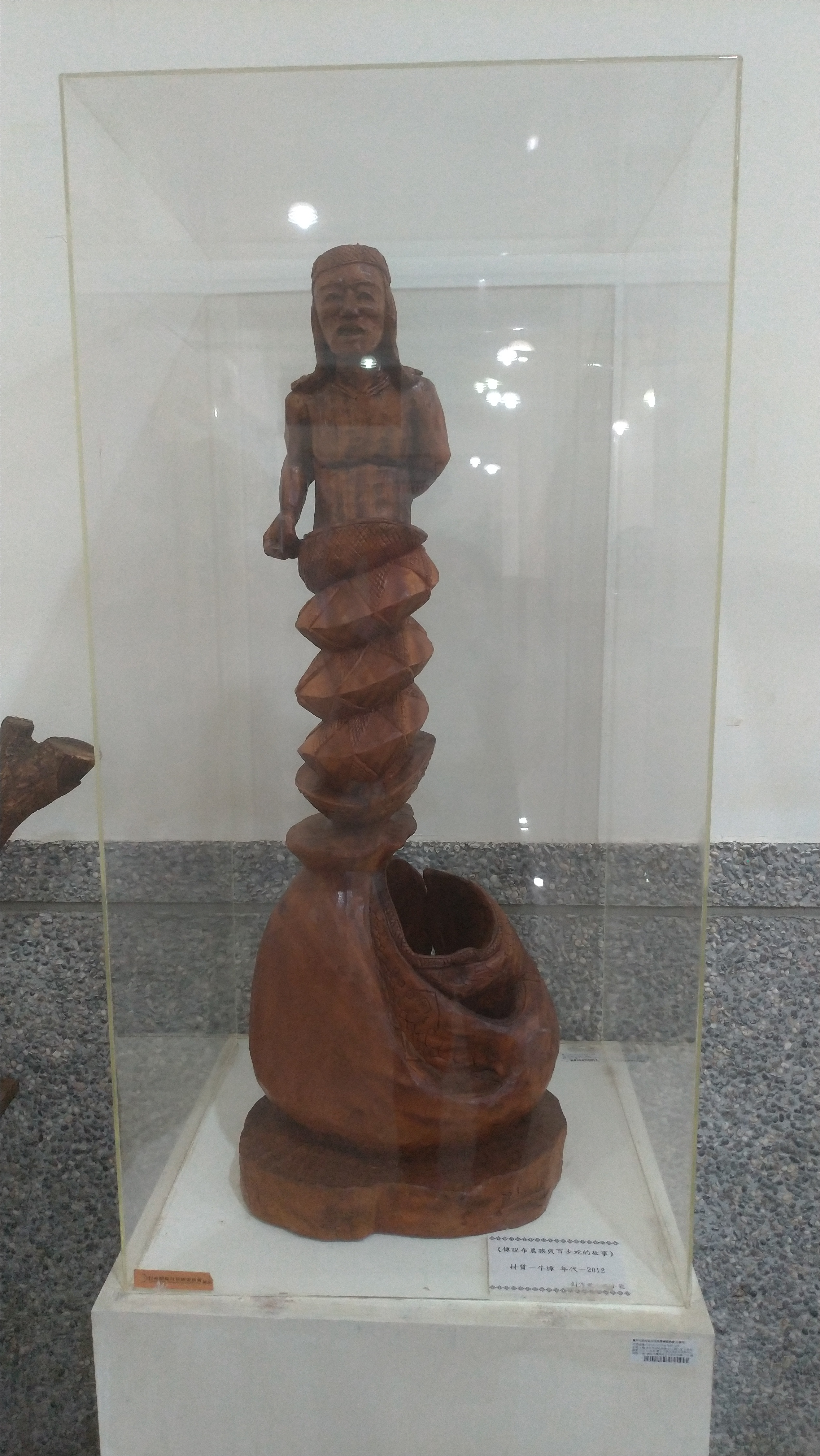
以布農族與百步蛇傳說故事為主題的雕塑

百步蛇傳說（英語：kaviath），一詞起源於台灣的原住民布農族的神話故事：「百步蛇的復仇」和「百步蛇的朋友」。布農族人的祖先與百步蛇之間的對立，到後來互相立下和平誓約，互助互利，布農族稱百步蛇為kaviath，即為「朋友」的意思。

布農族有「中央山脈守護者」之稱，亦是原住民族群中活動率最旺盛一族，處於高山深處，不斷面對大自然的挑戰，常與其他族群呈現對峙狀態，種種的生活環境便發展出各式神話傳說，也記錄著布農族重要的歷史發展與過程。

## 布農族神話故事

### 百步蛇的復仇
故事講述有一布農族婦女，因為丈夫要參加一個重要的慶典，她想要讓丈夫非常出眾 ，便想幫丈夫編一個最漂亮的八編織衣服紋樣，可是她一直想不出來要編織什麼花樣。有一天婦女去山上採野菜，從山上要回家的時候，她看見了小百步蛇身上美麗的花紋，實在是太漂亮了，不禁讚歎萬分。她便開口對小百步蛇的母親說明自己要借小蛇的原因，於是雙方約定七日後將小蛇還給母蛇。
參考小蛇身上花紋所編織出的花樣實在是太漂亮了，村子裡的婦人們也都跑來借用，沒想到在爭搶的過程中，把小蛇弄死了。小百步蛇的母親非常生氣，發動蛇族攻擊布農族部落，百年來布農族和百步蛇相互攻擊，死傷慘重。後來人、蛇兩族的族長為免生靈塗炭，相互立下誓約，蛇族願意借用牠們的花紋給布農族做衣服，布農族需遵守和平約定，世世代代不得殺害百步蛇，百步蛇亦不會亂咬布農族人。

### 百步蛇的朋友
故事講述一布農族婦女，背著她初生的孩子來到番薯地農種，番薯地旁有個陰涼山洞，她將孩子放在山洞中休息。中午時，婦女回山洞探望孩子時，發現襁褓中的嬰兒無端消失，在四周尋覓皆無所獲，當她悲傷得癱倒在地時，發現地面有一小洞，裡面傳來她的嬰兒哭聲。婦女往洞裡一看，見到一條美麗的百步蛇，朝著她吐出信子，膚上的花紋和襁褓上的花紋如出一轍。婦女哭著對村落的人說，自己的孩子因百步蛇而死。於是，布農族人相互勸戒不可傷害百步蛇，因為他們切信百步蛇是由布農族內的孩子變化而來，並且將百步蛇當作朋友，此一傳說流傳至今，稱為「百步蛇的朋友」。